# Wuwur (Gabus)
Wuwur is een bestuurslaag in het regentschap Pati van de provincie Midden-Java, Indonesië. Wuwur telt 2739 inwoners (volkstelling 2010).